# العلاقات الكاميرونية الرومانية
العلاقات الكاميرونية الرومانية هي العلاقات الثنائية التي تجمع بين الكاميرون ورومانيا.

## مقارنة بين البلدين
هذه مقارنة عامة ومرجعية للدولتين:
| وجه المقارنة                                              | الكاميرون                      | رومانيا                                                                               |
| --------------------------------------------------------- | ------------------------------ | ------------------------------------------------------------------------------------- |
| المساحة (كم2)                                             | 475.44 ألف                     | 238.40 ألف                                                                            |
| عدد السكان (نسمة)                                         | 24.05 مليون                    | 19.59 مليون                                                                           |
| الكثافة السكانية (ن./كم²)                                 | 50.58                          | 82.17                                                                                 |
| العاصمة                                                   | ياوندي                         | بوخارست                                                                               |
| اللغة الرسمية                                             | لغة فرنسية، لغة إنجليزية       | اللغة الرومانية                                                                       |
| العملة                                                    | فرنك وسط أفريقي                | ليو روماني                                                                            |
| الناتج المحلي الإجمالي (بليون دولار)                      | 34.80 مليار                    | 211.80 مليار                                                                          |
| الناتج المحلي الإجمالي (تعادل القوة الشرائية) بليون دولار | 72.72 مليار                    | 465.56 مليار                                                                          |
| الناتج المحلي الإجمالي الاسمي للفرد دولار أمريكي          | 1.22 ألف                       | 9.47 ألف                                                                              |
| الناتج المحلي الإجمالي للفرد دولار أمريكي                 | 2.97 ألف                       | 23.63 ألف                                                                             |
| مؤشر التنمية البشرية                                      | 0.512                          | 0.793                                                                                 |
| رمز المكالمات الدولي                                      | +237                           | +40                                                                                   |
| رمز الإنترنت                                              | .cm                            | .ro                                                                                   |
| المنطقة الزمنية                                           | توقيت غرب أفريقيا، ت ع م+01:00 | ت ع م+02:00، ت ع م+03:00، أوروبا/بوخارست ‏، توقيت شرق أوروبا، توقيت شرق أوروبا الصيفي ‏ |

## منظمات دولية مشتركة
يشترك البلدان في عضوية مجموعة من المنظمات الدولية، منها:
| علم المنظمة | اسم المنظمة                               | تاريخ انضمام الكاميرون | تاريخ انضمام رومانيا |
| ----------- | ----------------------------------------- | ---------------------- | -------------------- |
|             | مؤسسة التنمية الدولية                     | 10 أبريل 1964          | 12 أبريل 2014        |
|             | المنظمة الهيدروغرافية الدولية             | ?                      | ?                    |
|             | يونسكو                                    | 11 نوفمبر 1960         | 27 يوليو 1956        |
|             | مؤسسة التمويل الدولية                     | 1 أكتوبر 1974          | 23 سبتمبر 1990       |
|             | منظمة حظر الأسلحة الكيميائية              | ?                      | ?                    |
|             | الأمم المتحدة                             | 20 سبتمبر 1960         | 14 ديسمبر 1955       |
|             | الاتحاد الدولي للاتصالات                  | 22 ديسمبر 1960         | 9 فبراير 1866        |
|             | منظمة الشرطة الجنائية الدولية             | ?                      | ?                    |
|             | البنك الدولي للإنشاء والتعمير             | 10 يوليو 1963          | 15 ديسمبر 1972       |
|             | الاتحاد البريدي العالمي                   | ?                      | ?                    |
|             | المركز الدولي لتسوية المنازعات الاستشارية | 2 فبراير 1967          | 12 أكتوبر 1975       |
|             | وكالة ضمان الاستثمار متعدد الأطراف        | 7 أكتوبر 1988          | 10 سبتمبر 1992       |
|             | منظمة التجارة العالمية                    | ?                      | 1995                 |
|             | الفريق المعني برصد الأرض                  | ?                      | ?                    |

## وصلات خارجية
- موقع وزارة الخارجية الكاميرونية
- موقع وزارة الخارجية الرومانية